# Otus bakkamoena
Mocho-d'orelhas-indiano ou mocho-de-orelhas-indiano (Otus bakkamoena) é uma espécie de ave estrigiforme pertencente à família Strigidae que habita a maior parte do subcontinente indiano e a porção leste da Península Arábica. É uma ave parcialmente migratória. Algumas aves invernam na Índia, Sri Lanka e Malásia. Medindo de 23 a 25 cm, é a maior representante do gênero Otus. Habita em floresta e em outros locais com vegetação densa. Faz o seu ninho em buracos de árvores. É uma espécie preferencialmente nocturna e alimenta-se de insectos.